# Ruinenarchitektur

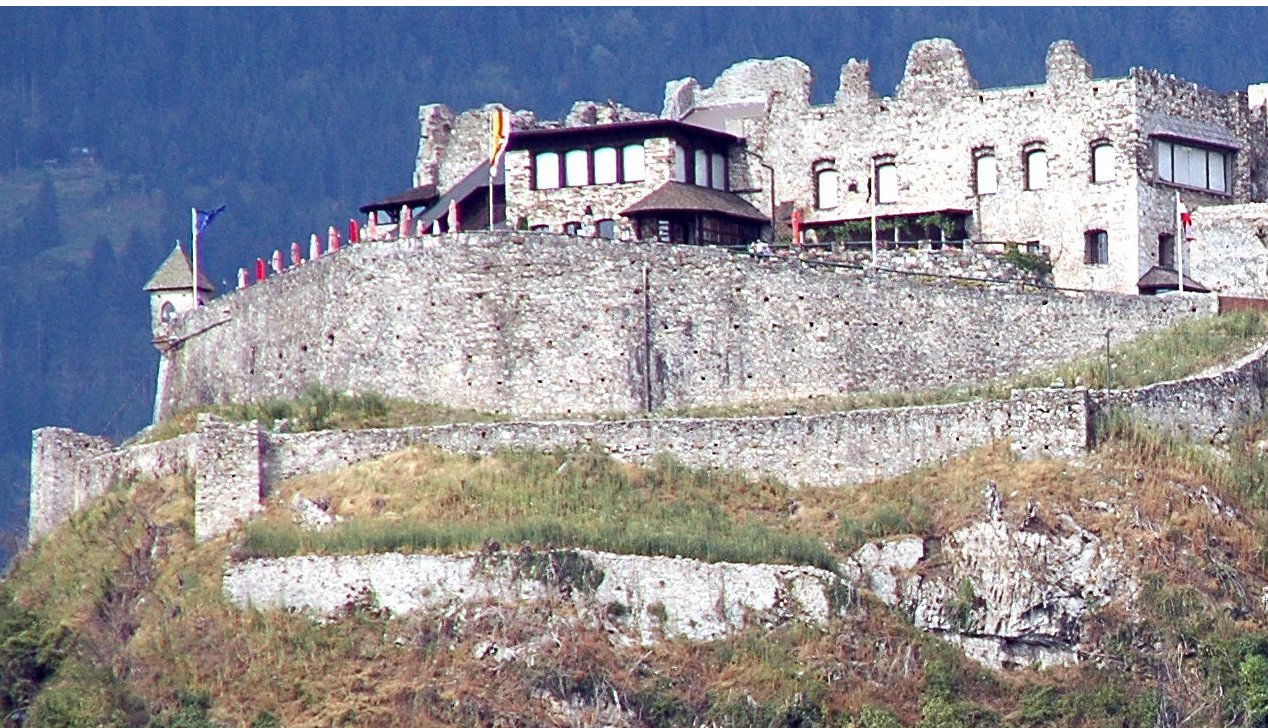
Landskron: Einbauten in eine Ruine unter Ausnützung der vorhandenen Mauern

Ruinenarchitektur ist Architektur unter Einbezug von Ruinen oder Kunstruinen. Die Ruine kann als Schauruine einbezogen werden oder als Substanz zum weiteren Ausbau dienen, um die Ruine zu beleben, wie zum Beispiel die Burg Landskron, oder ein Kriegsmahnmal sein, wie zum Beispiel St. Christoph in Mainz.